# تناثر فيروسي
تناثر فيروسي(1) يُشير اٍلى نجاح التنسخ، اٍخراج، وعدوى الخلية المضيفة التي يسببها نسل الفيروس. باٍنتهاء عملية تنسخ واحدة تكون الخلية المضيفة قد اٍستنفذت جميع مواردها في صنع السلالة الفيروسية. تبدأ الفيروسات بالتحرر بعدة طرق.
يستخدم هذا المصطلح للإشارة اٍلى الذرف من خلية واحدة، ذرف من جزء واحد من الجسم في الجزء الآخر منه، والذرف من الأجسام في محيطها حيث تقوم الفيروسات بعدوى أجسام أخرى.
من ناحية أخرى ، فإن إفراز اللقاح هو شكل من أشكال إفراز الفيروس الذي يمكن أن يحدث في حالات العدوى التي تسببها بعض اللقاحات الموهنة (أو "الفيروس الحي").

## عن طريق التبرعم
تبرعم (من خلال غلاف الخلية)
إن "التبرعم" عبر غلاف الخلية - في الواقع ، هو اقتراض الفيروس من غشاء الخلية لإنشاء غلافا له - ويخرج بذلك إلى خارج الخلية ، هذه الطريقة هي الأكثر فاعلية للفيروسات التي تتطلب غلافًا خاصًا بها. وتشمل هذه الفيروسات ، مثل فيروس نقص المناعة البشرية أو فيروس الهربس البسيط أو السارس أو الجدري. عند بدء عملية التبرعم ، تتعاون قفيصة capsid الفيروس مع منطقة معينة من غشاء الخلية المضيفة. أثناء هذا التفاعل ، يدخل بروتين الغلاف الفيروسي الغليكوزيلاتي نفسه في غشاء الخلية. من أجل أن تتبرعم بنجاح من الخلية المضيفة ، يجب أن تشكل القفيصة النووية للفيروس صلة مع ذيول السيتوبلازم لبروتينات الغلاف. على الرغم من أن التبرعم لا يدمر الخلية المضيفة على الفور ، فإن هذه العملية ستستخدم ببطء غشاء الخلية وتؤدي في النهاية إلى زوال الخلية. هذه أيضًا هي الطريقة التي تستطيع بها الاستجابات المضادة للفيروسات اكتشاف الخلايا المصابة بالفيروس. 
تمت دراسة البراعم على نطاق واسع بحثًا عن فيروسات حقيقيات النوى. ومع ذلك ، فقد ثبت أن الفيروسات التي تصيب بدائيات النوى Archaea تستخدم أيضًا هذه الآلية لإنتشار الفيروسات .

## هوامش
1. تناثر فيروسي أو إطراح فيروسي أو تطاير فيروسي أو تطاير الفيروسات أو إراقة فيروسية (بالإنجليزية: Viral shedding)‏.